# Aleks Vrteski
Aleksandar Vrteski (Karratha, 28 de setembro de 1988) é um ex-futebolista e atualmente treinador australiano com ascendência macedônia. Comanda o Robina City, da Austrália.